# Église Saint-Clément de Hrtkovci
Pour les articles homonymes, voir Église Saint-Clément.
L'église Saint-Clément de Hrtkovci (en serbe cyrillique : Римокатоличка црква Светог Климента у Хртковцима ; en serbe latin : Rimokatolička crkva Svetog Klimenta u Hrtkovcima) est une église catholique située à Hrtkovci en Serbie, dans la province de Voïvodine et dans la municipalité de Ruma. Elle est inscrite sur la liste des monuments culturels de grande importance de la république de Serbie (identifiant no SK 1312). Église paroissiale, elle relève du diocèse de Syrmie.

## Présentation

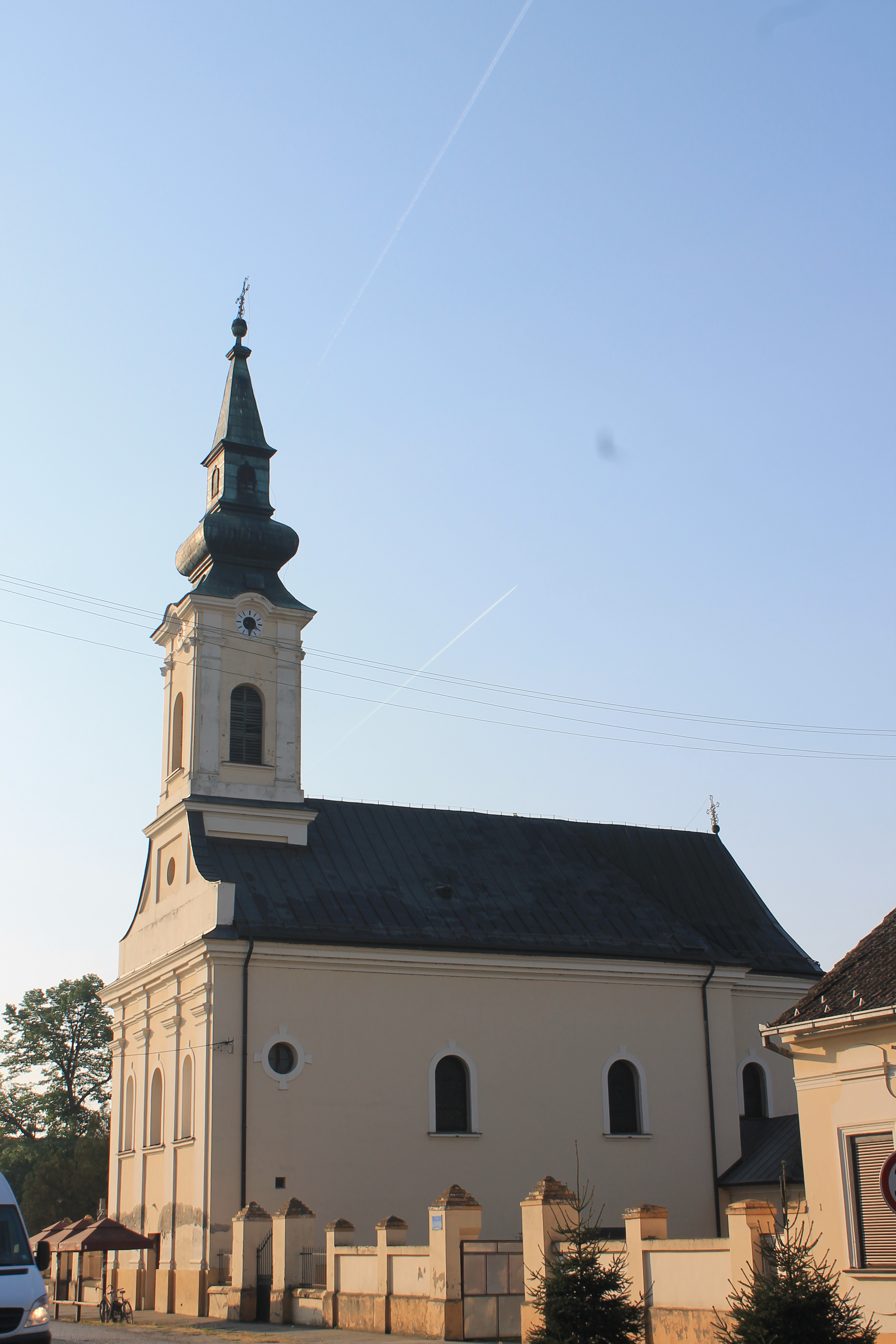
Autre vue de l'église.

L'église a été construite en 1824. Elle est constituée d'une nef unique orientée nord-sud, prolongée par une abside demi-circulaire et précédée par un haut clocher ; la sacristie se trouve sur le côté ouest de l'édifice. L'entrée principale, au nord, est flanquée de pilastres ; au-dessus se trouve une ouverture cintrée entourée de deux niches de la même forme que la fenêtre. Sur le plan horizontal, les façades sont rythmées par une plinthe et une corniche profilée et verticalement par des pilastres surmontés de chapiteaux profilés. Les mêmes éléments décoratifs se retrouvent au niveau du clocher.
L'église abrite un certain nombre d'œuvres d'art. Au maître-autel se trouve une peinture représentant Saint Clément, réalisée par un artiste inconnu de l'école de Vienne au XIXe siècle ; elle est flanquée de colonnes cannelées avec des bases carrées et surmontées de chapiteaux composites ; le maître autel est surmonté d'un baldaquin. Les autels latéraux sont de style classique ; ils sont flanqués de colonnes cannelées aux chapiteaux profilés et surmontés d'une architrave ornée de métopes et de triglyphes et portant un fronton. Sur l'un de ces autels se trouve une représentation de la Vierge à l'Enfant et, sur l'autre autel, une représentation de Saint Pierre et Saint Paul ; ces deux compositions sont des huiles sur toile réalisées au XIXe siècle. Le tableau le plus ancien de l'église représente Sainte Anne, Saint Joachim et la Vierge.
Des travaux de restauration ont été conduits sur l'église de 1979 à 1982.